# Pierre Magne (politicus)
Pierre Magne (Périgueux, 3 december 1806 - Kasteel van Montaigne, Saint-Michel-de-Montaigne, 17 februari 1879) was een Frans advocaat en politicus.

## Biografie
Magne studeerde rechten in Toulouse en werd nadien advocaat. In 1843 werd hij voor het eerst parlementslid voor het departement Dordogne. In 1846 werd hij herverkozen. Tegen het einde van de Julimonarchie werd hij onderstaatssecretaris van Oorlog. Na de Februarirevolutie werd hij onderstaatssecretaris van Financiën en in 1949 voor de eerste maal minister van Openbare Werken op 9 januari 1851. Op 6 juli van dat jaar werd hij weerom als parlementslid, teer vervanging van de op 7 april overleden Jean Antoine Ducluzeau.
Na de staatsgreep van 2 december 1851 benoemde president Lodewijk Napoleon Bonaparte hem op 28 juli 1852 opnieuw tot minister van Openbare Werken in de regering-Bonaparte II. Hij zou deze functie ook in de regering-Bonaparte III blijven uitoefenen, tot 1855. In dat jaar werd hij immers voor de eerste maal minister van Financiën, om vanaf 1860 minister zonder portefeuille te worden.
Op 31 december 1852 werd Magne door de ondertussen keizer Napoleon III benoemd tot senator. Hij zou in de Senaat blijven zetelen tot de afkondiging van de Derde Franse Republiek op 4 september 1870. Als minister zonder portefeuille en senator verzette Magne zich tegen het senatus consultum van 2 februari 1861 dat bepaalde dat de pers de verslagen van de debatten van het Wetgevend Lichaam mocht drukken en verspreiden.
Vanwege meningsverschillen met minster Achille Fould nam Magne in maart 1863 ontslag uit de regering. Enkele jaren later, op 13 november 1867, werd hij voor een tweede maal minister van Financiën. Magne was een van de ministers die gehoor wilde geven aan de Interpellatie van de 116 volksvertegenwoordigers en ijverde ook voor verdere democratisering van het Autoritaire Keizerrijk naar het Liberale Keizerrijk. Hij zou minister van Financiën blijven tot het einde van de ambtstermijn van de regering-Bonaparte IV op 2 januari 1870. Émile Ollivier zou hem aanvankelijk nog opnemen in zijn regering-Ollivier, maar verkoos uiteindelijk Louis Buffet, een van de boegbeelden van de Derde Partij.
Ook ten tijde van de Derde Franse Republiek zou Magne nog minister van Financiën worden. Hij overleed op het Kasteel van Montaigne in Saint-Michel-de-Montaigne in 1879.